# CHEOPS
CHEOPS (CHaracterising ExOPlanets Satellite) è un telescopio spaziale per lo studio di pianeti extrasolari, tramite il metodo del transito. Il lancio è avvenuto il 18 dicembre 2019 alle ore 09:54 CET, la durata della missione, inizialmente prevista in 3 anni e mezzo, in seguito è stata prorogata fino al 2026 .

## Missione
La missione è stata selezionata per la classe Small del programma Cosmic Vision nel 2012 tra 26 proposte, organizzata mediante una collaborazione tra ESA e Swiss Space Office. 
È stato il primo lancio di tipo "Small" ad essere ammesso all'interno del programma scientifico dell'ESA.
Il progetto è gestito dall'Università di Berna, mentre per la costruzione è stata selezionata la Airbus DS. Lo scopo della missione è misurare le dimensioni di esopianeti la cui massa è già nota, diversamente dalle missioni Kepler e TESS,  permettendo di determinarne la densità e di conseguenza la classificazione come gassoso o roccioso.

## Caratteristiche
Il satellite ha delle dimensioni di 1,5x1,5x1,5 m ed è basato sulla piattaforma Airbus AS-250 per satelliti medio-piccoli su orbite terrestri basse. Questa ha la forma di un prisma a base esagonale, disponendo su tre lati di pannelli fotovoltaici da 60 W integrati ad uno schermo solare e dall'altra metà del telescopio.

### Contributo italiano
L'Italia si è occupata di disegnare gli specchi raccoglitori e l’ottica a ridosso del piano focale, oltre ad essere responsabile dell’integrazione e del collaudo del telescopio, la cui struttura meccanica è stata fornita, invece, dall’Università di Berna. Il telescopio è stato realizzato sotto la guida dell'ASI e dell'INAF nei laboratori di Leonardo Spa a Firenze, con la collaborazione di Thales Alenia Space a Torino. Media Lario S.r.l., una PMI che ha sede in provincia di Lecco, si è occupata delle operazioni di finitura della superficie riflettente dell'ottica primaria. Il team italiano comprende anche ricercatori dell’Università di Padova e lo Space Science Data Center dell’Asi e ha contribuito a definire i requisiti, a verificare le performance strumentali e a preparare l’analisi dei dati.

### Osservazioni
Il tempo di osservazione disponibile (GTO, Guaranteed Time Observing) è riservato per l'80% al gruppo scientifico di Cheops. Il restante 20% è messo a disposizione della comunità astronomica, con proposte selezionate attraverso un processo di selezione di peer review.